# .gt
.gt este un domeniu de internet de nivel superior, pentru Guatemala (ccTLD).